# استیل (آلاباما)
استیل (به انگلیسی: Steele) شهرکی در شهرستان سینت کلیر ایالت آلاباما است که مساحت آن ۱۷٫۴۶ کیلومتر مربع است و در سرشماری سال ۲۰۱۰ میلادی، ۱٬۰۴۳ نفر جمعیت داشته و تراکم جمعیتی آن، ۵۹٫۷۴ نفر در هر کیلومتر مربع بوده است.